# Patkovača
Patkovača är en ort i Bosnien och Hercegovina.   Den ligger i entiteten Republika Srpska, i den östra delen av landet, 120 km nordost om huvudstaden Sarajevo. Patkovača ligger 97 meter över havet och antalet invånare är 2 728.
Terrängen runt Patkovača är platt. Närmaste större samhälle är Bijeljina, 3,7 km norr om Patkovača. 
Trakten runt Patkovača består till största delen av jordbruksmark. Runt Patkovača är det ganska tätbefolkat, med 96 invånare per kvadratkilometer.